# Darwinia (Gattung)
Darwinia ist eine Pflanzengattung innerhalb der Familie der Myrtengewächse (Myrtaceae). Alle etwa 52 Arten kommen ursprünglich nur in Australien vor.

## Beschreibung

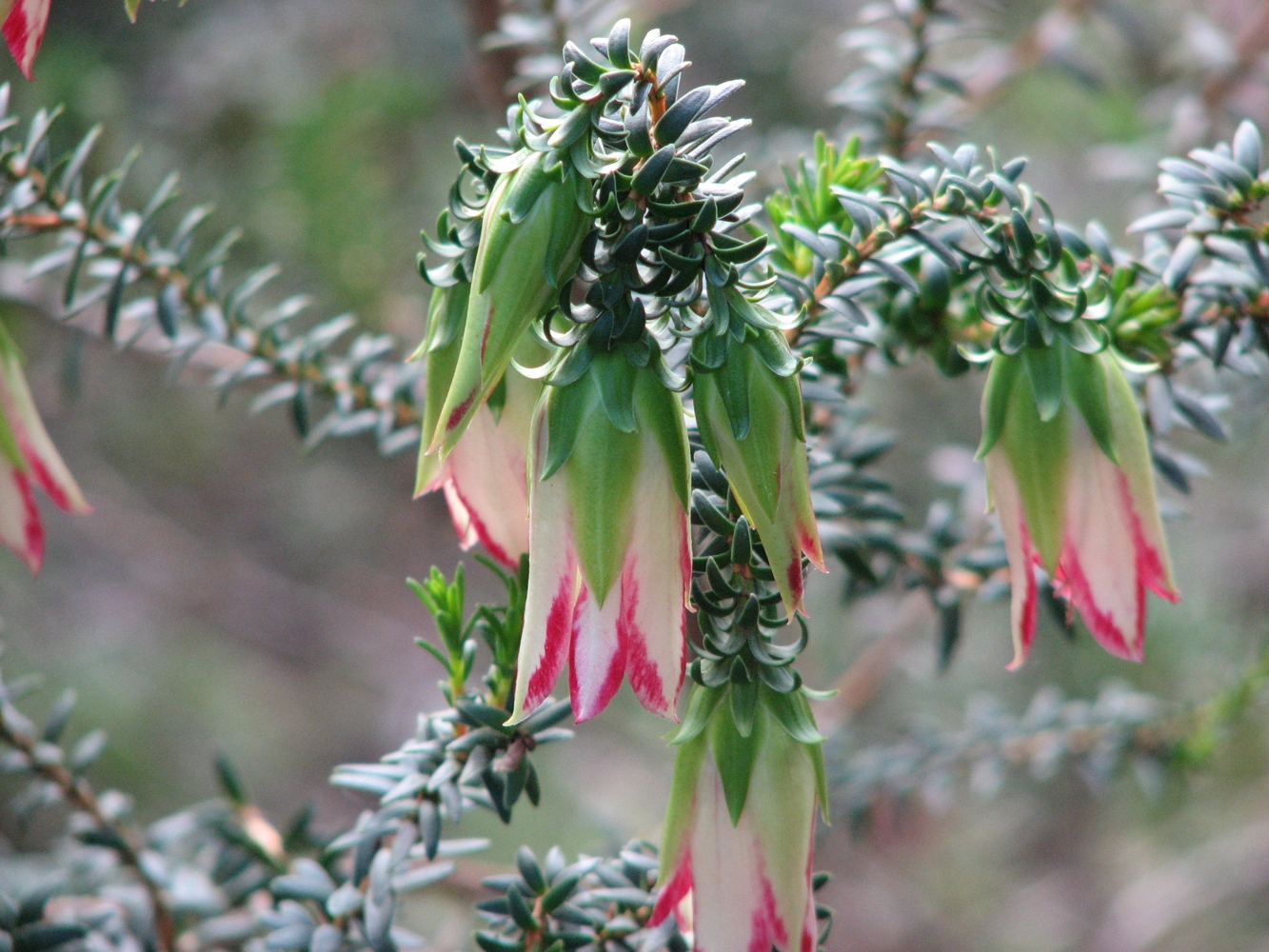
Zweig mit Laubblättern und Blüten von Darwinia meeboldii

### Erscheinungsbild und Blätter
Darwinia-Arten wachsen als immergrüne Sträucher, die Wuchshöhen von 0,2 bis 3 Meter erreichen. Sie enthalten ätherische Öle.
Die bei allen Arten (kreuzgegenständig) gegenständig an den Zweigen angeordneten Laubblätter sind gestielt oder sitzend. Die krautigen oder ledrigen, einfachen Blattspreiten sind zylindrisch und linealisch oder bilateral abgeflacht, immer kahl, drüsig punktiert und duften aromatisch. Es sind keine Nebenblätter vorhanden.

### Blütenstände, Blüten und Bestäubung
Die Blütenstände sind Ansammlungen von einzeln in den Achseln von grünen oder farbigen Tragblättern stehenden Blüten an den Enden der Zweige. Jeweils zwei Deckblätter umhüllen die Blütenknospen.
Die relativ kleinen bis mittelgroßen, zwittrigen Blüten sind radiärsymmetrisch und fünfzählig mit doppelter Blütenhülle. Der freie Blütenbecher (Hypanthium) ist glocken- bis röhrenförmig und überragt meist den Fruchtknoten; er ist oft deutlich fünfrippig oder faltig im unteren Bereich. Die fünf meist relativ kleinen, haltbaren Kelchblätter sind mehr oder weniger kronblattartig und ganzrandig. Die fünf freien, kurz genagelten Kronblätter sind ganzrandig, elliptisch, eiförmig oder länglich. Die Kronblätter umhüllen meist den unteren Bereich des Stempels. Die Farben der Blütenkronblätter sind meist weiß bis cremefarben, können aber auch teilweise oder ganz rot bis purpurfarben, seltener grün bis gelb sein. Die Staubblätter sind in der Knospe gerade oder nach innen gekrümmt. Zehn fertile, mehr oder weniger gleiche Staubblätter wechseln sich mit zehn Staminodien, die kronblattartig sein können, ab. Die fadenförmigen Staubfäden sind untereinander verwachsen und können mit den Kronblättern verwachsen sein. Die gleich aussehenden, kugeligen Staubbeutel öffnen sich am oberen Bereich mit Poren. Es ist ein Diskus vorhanden. Zwei Fruchtblätter sind zu einem halbunterständigen, einkammerigen Fruchtknoten verwachsen. In basaler Plazentation sind zwei bis zehn anatrope Samenanlagen angeordnet. Der von den Kronblättern umhüllte, einfache, lange Griffel überragt die Kronblätter, besitzt eine Gruppe von Haaren unterhalb der Narbe.
Die Bestäubung erfolgt durch Insekten (Entomophilie) oder Vögel (Ornithophilie). Bei Darwinia pimelioides liegt Selbstbefruchtung (Autogamie) vor.

### Früchte und Samen
Die Schließfrüchte sind meist einsamige Nussfrüchte. Die Blütenkrone ist an den Früchten noch vorhanden.

### Chromosomenzahl
Die Chromosomengrundzahl beträgt n=6. Bei vielen Arten liegt Diploidie vor, also 2n=12.

## Verbreitung und Gefährdung
Die Gattung Darwinia ist mit etwa 51 Arten weitverbreitet in Australien. Auf dem australischen Kontinent kommen die Arten in den Bundesstaaten New South Wales, Victoria, South Australia und Western Australia vor. Das Zentrum der Artenvielfalt liegt im südlichen Western Australia.
Darwinia foetida gilt als „Critically Endangered“ = „vom Aussterben bedroht“. Als „Endangered“ = „stark gefährdet“ bewertet werden: Darwinia acerosa, Darwinia apiculata, Darwinia carnea, Darwinia chapmaniana, Darwinia collina, Darwinia ferricola, Darwinia oxylepis, Darwinia polychroma, Darwinia whicherensis, Darwinia wittwerorum. Darwinia biflora, Darwinia masonii, Darwinia meeboldii, Darwinia nubigena, Darwinia squarrosa sind als „Vulnerable“ = „gefährdet“ eingestuft.

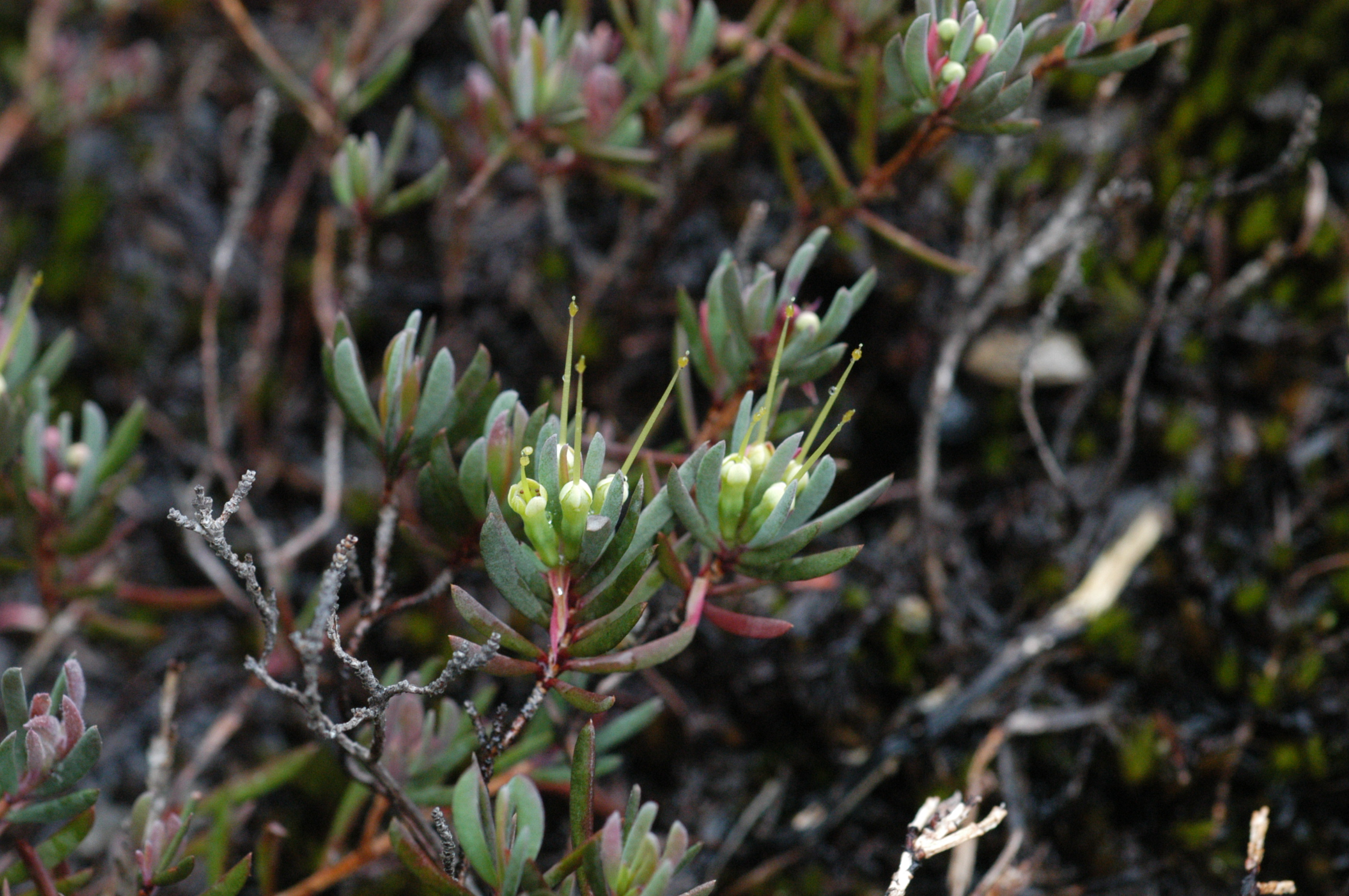
Zweig mit Laubblättern und Blüten von Darwinia glaucophylla

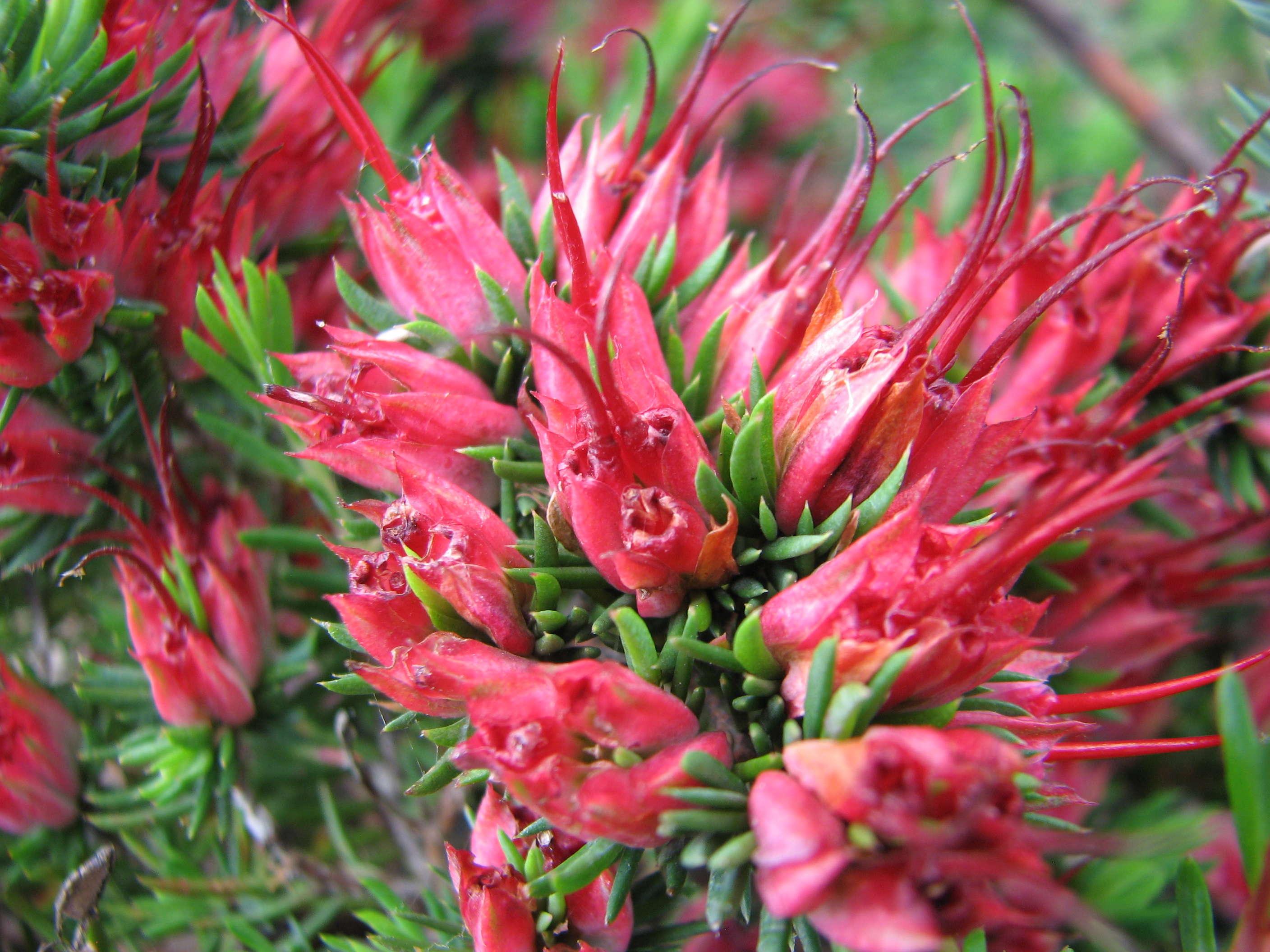
Zweig mit Blüten von Darwinia grandiflora

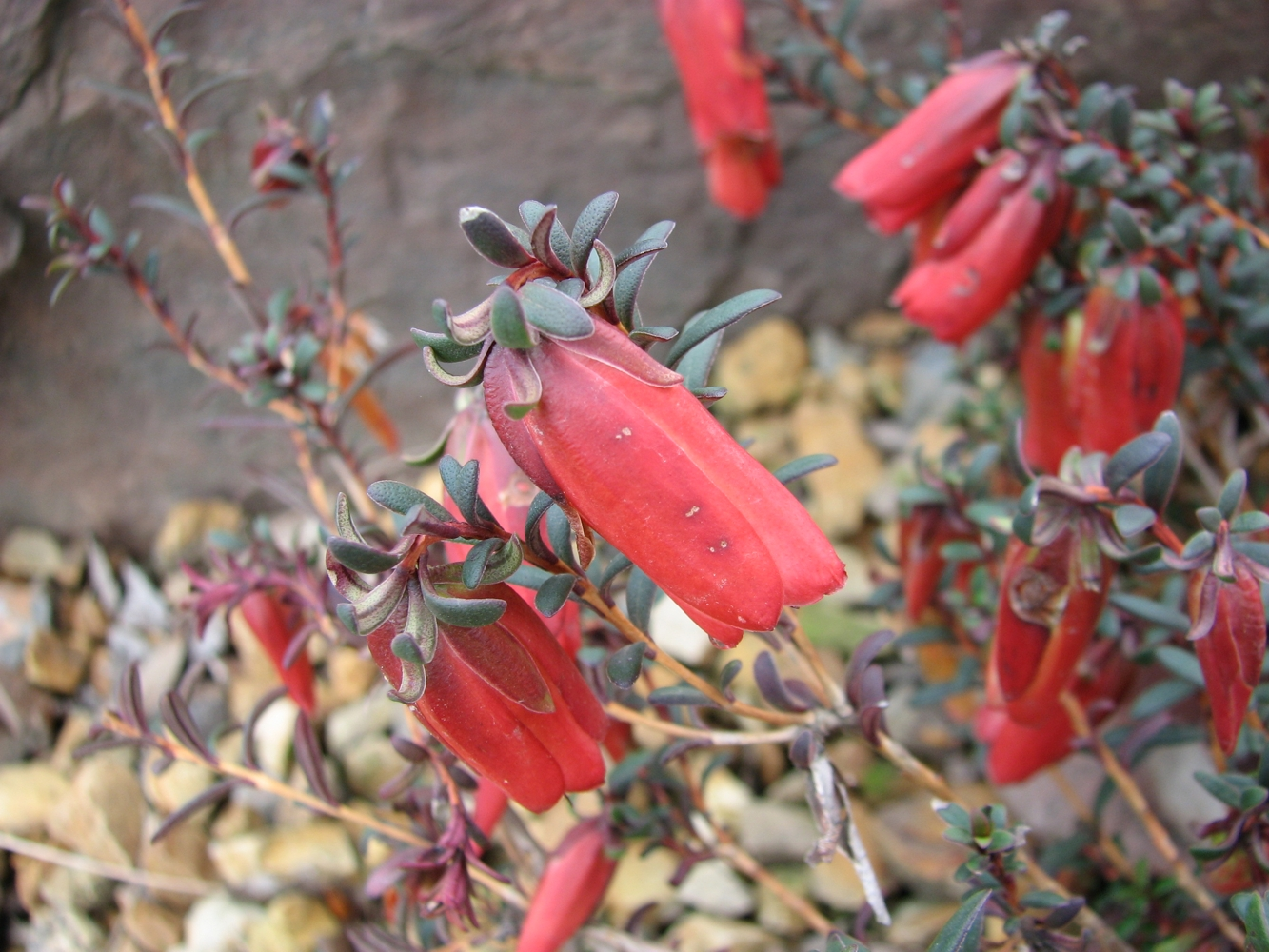
Zweig mit Laubblättern und Blüten von Darwinia hypericifolia

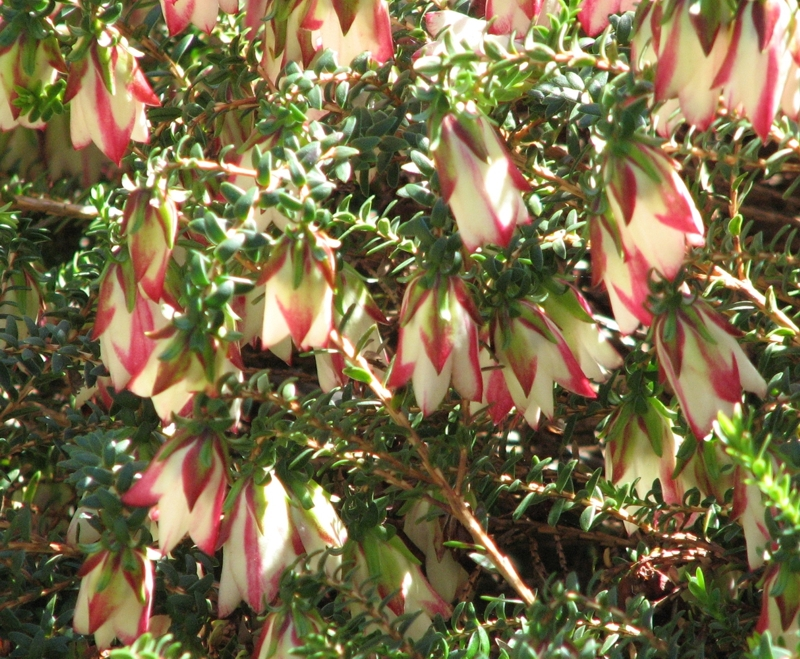
Zweige mit Laubblättern und Blüten von Darwinia macrostegia

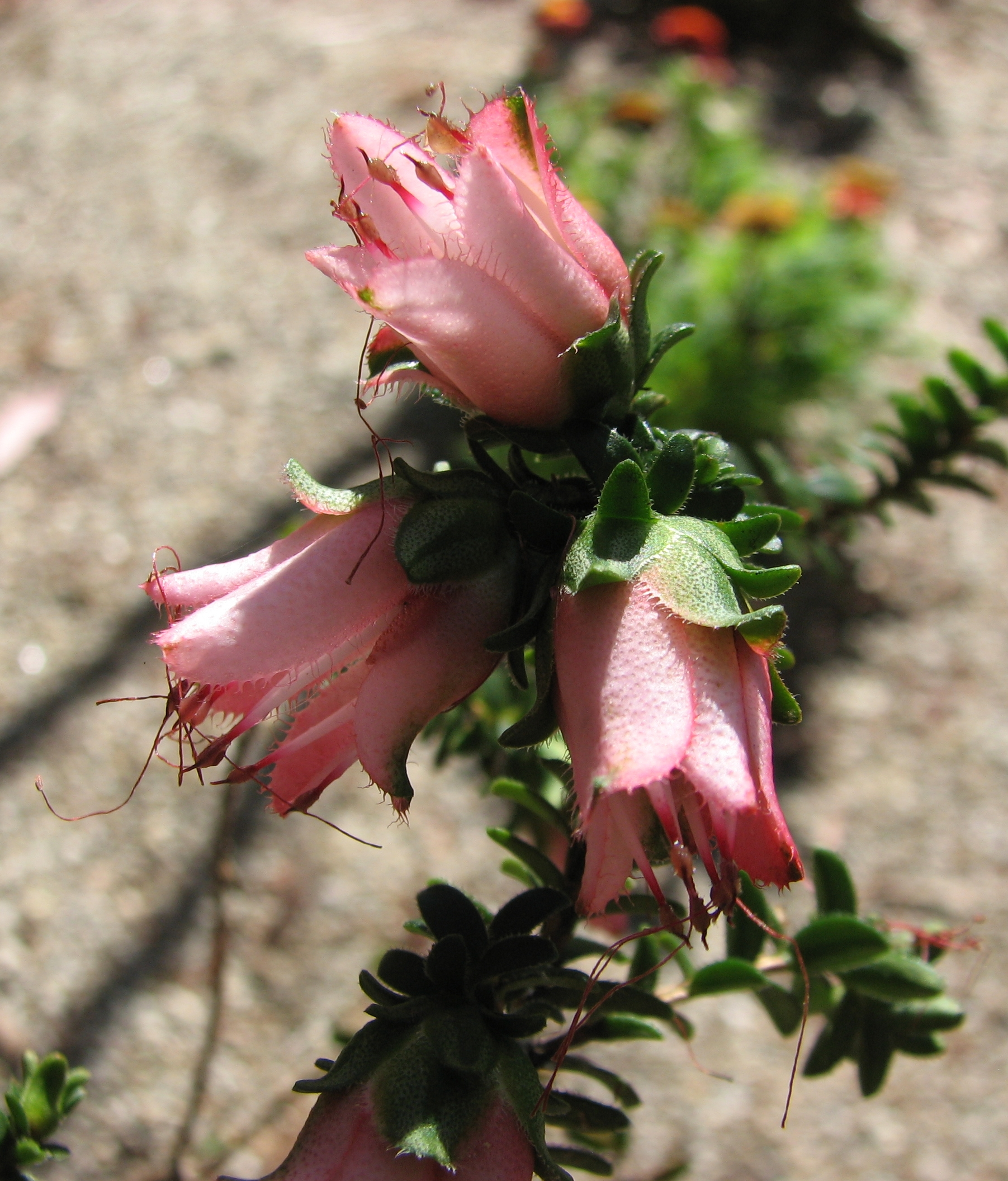
Zweig mit Laubblättern und Blüten von Darwinia squarrosa

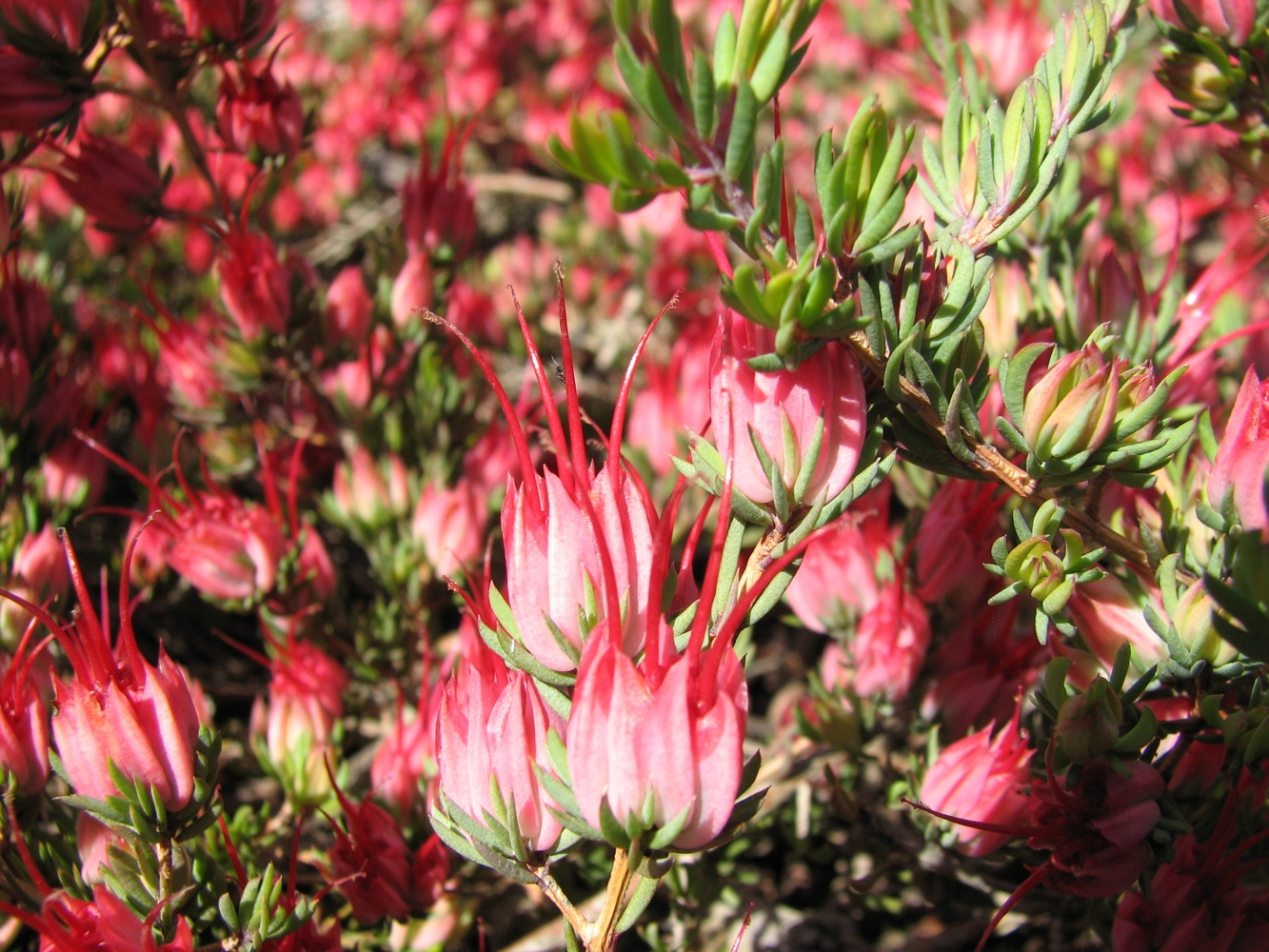
Zweig mit Laubblättern und Blüten von Darwinia taxifolia subsp. macrolaena

## Systematik
Die Gattung Darwinia wurde 1815 durch Edward Rudge in A Description of several new Species of Plants from New Holland, In: Transactions of the Linnean Society of London, Volume 11, S. 299 aufgestellt. Typusart ist Darwinia fascicularis Rudge. Der Gattungsname Darwinia ehrt den englischen Dichter, Arzt und Botaniker Erasmus Darwin, den Großvater von Charles Darwin. Seit George Benthams Arbeit in Flora Australiensis, Volume 3, Myrtaceae to Compositae, 1865 erfolgte keine Revision der Gattung Darwinia mehr.
Synonyme für Darwinia Rudge sind: Cryptostemon F.Muell. ex Miq., Francisia Endl., Genetyllis DC., Hedaroma Lindl., Polyzone Endl., Schuermannia F.Muell. Es gibt das Homonym Darwinia Raf. als Gattung der Familie Fabaceae veröffentlicht in Constantine S. Rafinesque-Schmaltz: Florula Ludoviciana, or, a flora of the state of Louisiana, 1817, S. 106.
Die Gattung Darwinia gehört zur Tribus Chamelaucieae in der Unterfamilie Myrtoideae innerhalb der Familie der Myrtaceae.
Es gibt etwa seit Keighery 2009 etwa 52 (bis etwa 70 bis 90) Darwinia-Arten:
- Darwinia acerosa W.Fitzg.: Südwestliches Australien.[11]
- Darwinia apiculata N.G.Marchant: Südwestliches Australien.[11]
- Darwinia biflora (Cheel) B.G.Briggs: New South Wales.[11]
- Darwinia briggsiae Craven & S.R.Jones: New South Wales.[11]
- Darwinia camptostylis B.G.Briggs: Südöstliches Australien.[11]
- Darwinia capitellata Rye: Südwestliches Australien.[11]
- Darwinia carnea C.A.Gardner: Südwestliches Australien.[11]
- Darwinia chapmaniana Keighery: Dieser Endemit kommt nur in einem kleinen Gebiet westlich von Coorow und Marchagee im südlichen Western Australia vor.[4] Sie gilt als „Endangered“ = „stark gefährdet“[5].
- Darwinia citriodora (Endl.) Benth.: Südwestliches Australien.[11]
- Darwinia collina Gardner: Südwestliches Australien.[11]
- Darwinia diminuta B.G.Briggs: New South Wales.[11]
- Darwinia diosmoides (DC.) Benth.: Südwestliches Australien.[11]
- Darwinia divisa Keighery & N.G.Marchant: Südwestliches Australien.[11]
- Darwinia fascicularis Rudge: Queensland bis New South Wales.[11] Mit zwei Unterarten:
  - Darwinia fascicularis subsp. fascicularis: New South Wales.[11]
  - Darwinia fascicularis subsp. oligantha B.G.Briggs: Queensland bis New South Wales.[11]
- Darwinia ferricola Keighery: Sie ist nur vom Scott Coastal Plain östlich von Augusta im südlichen Western Australia bekannt.[4] Sie gilt als „Endangered“ = „stark gefährdet“[5].
- Darwinia foetida Keighery[4]: Dieser Endemit ist nur von drei Fundorten in der Nähe der Stadt Muchea im südlichen Western Australia bekannt. Es gibt mindestens 1300 Exemplare. Diese Art gilt als „Critically Endangered“ = „vom Aussterben bedroht“.[5]
- Darwinia glaucophylla B.G.Briggs: New South Wales.[11]
- Darwinia grandiflora (Benth.) R.T.Baker & H.G.Sm.: New South Wales.[11]
- Darwinia helichrysoides (Meisn.) Benth.: Südwestliches Australien.[11]
- Darwinia hortiorum K.R.Thiele: Diese seltene Art ist nur von fünf Fundorten, mit jeweils geschätzten etwa 500 Exemplaren, in einer Gesamtfläche von etwa 3 × 3 km im Monadnocks-Conservation-Park und angrenzenden Boonering-State-Forest bekannt. Es handelt sich um die Vegetationsform Jarrah-Forest auf Böden über Granitgestein und Lehm oder lehmig-tonigen Böden. Buschfeuer treten in diesen Gebieten auf, aber es zeigt sich, dass auf abgebrannten Flächen Jungpflanzen zu finden sind und dies also vermutlich eine Verjüngung des Bestandes begünstigt.[10]
- Darwinia hypericifolia (Turcz.) Domin: Südwestliches Australien.[11]
- Darwinia leiostyla (Turcz.) Domin: Südwestliches Australien.[11]
- Darwinia leptantha B.G.Briggs: New South Wales.[11]
- Darwinia luehmannii F.Muell. & Tate: Südwestliches Australien.[11]
- Darwinia macrostegia (Turcz.) Benth.: Südwestliches Australien.[11]
- Darwinia masonii C.A.Gardner: Südwestliches Australien.[11]
- Darwinia meeboldii C.A.Gardner: Südwestliches Australien.[11]
- Darwinia micropetala (F.Muell.) Benth.: South Australia und Victoria.[11]
- Darwinia neildiana F.Muell.: Südwestliches Australien.[11]
- Darwinia nubigena Keighery: Es ist ein Endemit des Stirling-Range-Nationalparks im südlichen Western Australia.[4] Diese Art gilt als „Vulnerable“ = „gefährdet“.[5]
- Darwinia oederoides (Turcz.) Benth.: Südwestliches Australien.[11]
- Darwinia oldfieldii Benth.: Südwestliches Australien.[11]
- Darwinia oxylepis (Turcz.) N.G.Marchant & Keighery: Südwestliches Australien.[11]
- Darwinia pauciflora Benth.: Südwestliches Australien.[11]
- Darwinia peduncularis B.G.Briggs: New South Wales.[11]
- Darwinia pimelioides Cayzer & F.W.Wakef.: Südwestliches Australien.[11]
- Darwinia pinifolia (Lindl.) Benth.: Südwestliches Australien.[11]
- Darwinia polycephala Gardner: Südwestliches Australien.[11]
- Darwinia polychroma Keighery: Sie ist nur noch hauptsächlich an Straßen und Bahnstrecken im Gebiet von Carnamah im südlichen Western Australia zu finden.[4] Diese Art gilt als „Endangered“ = „stark gefährdet“.[5]
- Darwinia procera B.G.Briggs: New South Wales.[11]
- Darwinia purpurea (Endl.) Benth.: Südwestliches Australien.[11]
- Darwinia repens A.S.George: Südwestliches Australien.[11]
- Darwinia salina Craven & S.R.Jones: South Australia.[11]
- Darwinia sanguinea (Meisn.) Benth.: Südwestliches Australien.[11]
- Darwinia speciosa (Meisn.) Benth.: Südwestliches Australien.[11]
- Darwinia squarrosa (Turcz.) Domin: Südwestliches Australien.[11]
- Darwinia taxifolia A.Cunn.: New South Wales.[11]
- Darwinia terricola Keighery: Die 2012 erstbeschriebene Art kommt im südwestlichen Western Australia vor.[11]
- Darwinia thymoides (Lindl.)  Benth.: Südwestliches Australien.[11]
- Darwinia vestita (Endl.) Benth.: Südwestliches Australien.[11]
- Darwinia virescens (Meisn.) Benth.: Südwestliches Australien.[11]
- Darwinia whicherensis Keighery: Sie ist nur von zwei Populationen an der Basis von Whicher Scarp südöstlich von Busselton im südlichen Western Australia bekannt.[4] Sie gilt als „Endangered“ = „stark gefährdet“[5].
- Darwinia wittwerorum N.G.Marchant & Keighery: Es ist ein Endemit des Stirling-Range-Nationalparks im südlichen Western Australia.[4] Diese Art gilt als „Endangered“ = „stark gefährdet“.[5]

Nicht mehr zu dieser Gattung wird gerechnet:
- Darwinia verticordina (F.Muell.) Benth. wurde 1991 als Verticordia verticordina (F.Muell.) A.S.George in die Gattung Verticordia gestellt.

## Nutzung
Einige Darwinia-Arten (beispielsweise Darwinia citriodora, Darwinia oxylepis, Darwinia leiostyla) werden als Zierpflanzen verwendet. In frostfreien Gebieten nutzt man sie in Parks und Gärten. In Gebieten mit Frost eignen sie sich als Kübelpflanzen. Es gibt einige Sorten.